# Calophasia stigmatica
Calophasia stigmatica är en fjärilsart som beskrevs av Rothschild 1913. Calophasia stigmatica ingår i släktet Calophasia och familjen nattflyn. Inga underarter finns listade i Catalogue of Life.